# Fitzhugh Lee
Fitzhugh Lee (19. november 1835 – 18. april 1905) var en kavalerigeneral i Sydstaternes hær under den amerikanske borgerkrig. Han var nevø af Robert E. Lee. Efter borgerkrigen var han en overgang guvernør i Virginia, diplomat og amerikansk general under den spansk-amerikanske krig.

## Tidlige år
Lee blev født i Clermont i Fairfax County, Virginia. Han var barnebarn af "Light Horse Harry" Lee og nevø af Robert E. Lee. Hans far, Sydney Smith Lee , var orlogskaptajn under Matthew Calbraith Perry i farvandet omkring Japan og steg i graderne til kontreadmiral. Hans mor var barnebarn af George Mason og søster til James Murray Mason.
Efter at have taget eksamen fra West Point i 1856 blev Lee udnævnt til sekondløjtnant i 2. kavaleriregiment, som var under kommando af oberst Albert Sidney Johnston og hvor hans onkel Robert E. Lee var oberstløjtnant. Som kavaleriofficer udmærkede han sig med tapperhed i kampe mod comancheindianerne i Texas og blev alvorligt såret i en kamp i Nescutunga, Texas, i 1859. I maj 1860 blev han udnævnt til kavaleriinstruktør på West Point, men tog sin afsked da Virginia trådte ud af Unionen.

## Civil War
Lee sluttede sig til sydstatshæren som kavaleriløjtnant og gjorde i starten tjeneste som stabsofficer for brigadegeneral Richard S. Ewell under første slag ved Bull Run. Han blev forfremmet til oberstløjtnant for 1. Virginia kavaleri i august 1861, hvor han gjorde tjeneste under oberst J.E.B. Stuart. Lee blev oberst for regimentet i marts 1862 og blev forfremmet til brigadegeneral den 24. juli 1862. Under Nordlige Virginia kampagnen gjorde Lee sig uheldigt bemærket ved at ankomme for sent til, at kavaleriet kunne samles, hvilket tillod unionskavaleri at angribe Stuarts hovedkvarter og erobre hans berømte fjerprydede hat og kappe. Under det efterfølgende sydstatsangreb på Catletts Station erobrede Lee imidlertid telt og paradeuniform tilhørende unionens kommanderende general generalmajor John Pope. Han forærede Popes frakke til Stuart som kompensation for den hat, som han havde mistet.
Lee klarede sig godt i Marylandkampagnen i 1862, hvor han dækkede det konfødererede infanteris tilbagetrækning fra South Mountain og derved forsinkede unionshærens fremrykning til Sharpsburg, Maryland op til slaget ved Antietam. Han dækkede også hærens tilbagegang over Potomac-floden ind i Virginia. Han ledede kavalerislaget ved Kelly's Ford (17. marts 1863) med held og dygtighed, hvor hans 400 kavalerister tilfangetog 150 mænd og heste med et tab på kun 14 mand. Under slaget ved Chancellorsville i maj 1863 opdagede Lees rekognoscering, at unionshærens højre flanke "hang i luften", hvilket muliggjorde et vellykket angreb i flanken fra generalmajor Stonewall Jackson, et angreb, som blev anført af Lees kavaleri.
Efter Chancellorsville blev Lee gjort ukampdygtig af gigtbetændelse i en måned, og han deltog ikke i det store kavalerislag ved Brandy Station. Han blev rask i tide til at lede en brigade under J.E.B. Stuarts ridt rundt om unionshæren i begyndelsen af Gettysburg kampagnen, hvor hans mest betydningsfulde indsats var slaget ved Carlisle. Under slaget ved Gettysburg kæmpede hans brigade uden held på 3. dagen. Stuarts rapport omtalte kun én officer rosende, nemlig Fitz Lee, som han sagde var "en af de dygtigste kavaleriledere på kontinentet og i høj grad havde gjort sig fortjent til forfremmelse". Lee blev forfremmet til generalmajor den 3. august 1863.
Under Overland kampagnen og belejringen af Petersburg i 1864 var han til stadighed divisionschef under Stuart, og efter Stuarts død under generalmajor Wade Hampton. Hampton, som havde været Lees ligemand i en stor del af krigen, blev forfremmet for at afløse Stuart på grund af sin større anciennitet og erfaring. Nogle samtidige iagttagere havde kynisk forventet, at Robert E. Lees nevø ville få posten. Trods Lees evner kunne han i 1864 ikke gennembryde de sorte unionstroppers forsvar af Fort Pocohontas i Charles City County.
Lee tog del i generalløjtnant Jubal A. Earlys felttog mod generalmajor Philip Sheridan i Shenandoah kampagnen og ved Tredje slag om Winchester (19. september 1864) blev tre heste dræbt under ham, og han blev alvorligt såret. Da general Hampton blev sendt af sted for at bistå general Joseph E. Johnston i North Carolina blev ledelsen af hele Robert E. Lees kavaleri overladt til Fitzhugh Lee den 29. marts 1865, men overgivelsen ved Appomattox fulgte hurtigt efter indledningen på felttoget. Fitzhugh Lee anførte selv det sidste konfødererede angreb den 9. april 1865 ved Farmville, Virginia.

## Efter krigen
Efter krigen koncentrerede Lee sig om at være farmer i Stafford County, Virginia og var synlig i sine bestræbelser på at forlige befolkningen i Sydstaterne med udfaldet af krigen, som han mente var en afgørelse på de spørgsmål, der havde udløst konflikten. I 1875 deltog han i 100 års jubilæet for Slaget ved Bunker Hill i Boston og holdt en bemærkelsesværdig tale. I 1885 var han medlem af af elevforeningen på West Point, og fra 1886 til 1890 var han guvernør over Virginia.
Lee havde kommandoen over 3. division ved såvel præsident Grover Clevelands tiltrædelsesparader i 1885 og 1893.
I april 1896 blev Lee udpeget til generalkonsul i Havana af præsident Cleveland med opgaver af såvel diplomatisk som militær karakter foruden de sædvanlige konsulære opgaver. På denne post (hvor han blev beholdt af præsident William McKinley indtil 1898) fik han fra starten en yderst vanskelig opgave, som kulminerede med ødelæggelsen af krigsskibet USS Maine. Efter krigserklæringerne mellem Spanien og USA genindtrådte han i hæren.
Han var den ene af tre tidlige sydstatsgeneraler, som blev udnævnt til generalmajorer i den frivillige hær. Fitzhugh Lee ledede 7. Korps, man tog ikke del i de faktiske operationer på Cuba. Han var militærguvernør i Havana og Pinar del Rio i 1899. Herefter havde han kommandoen over militærområdet Missouri og tog sin afsked i 1901 som brigadegeneral. Lee var en tidlig leder af komiteen for Udstillingen i Jamestown, som blev afholdt på Sewell's Point ved Hampton Roads i 1907.
Lee døde i Washington, D.C. og blev begravet på Hollywood Cemetery, Richmond, Virginia.
Lee skrev artiklen om Robert E. Lee i Great Commanders serien (1894) og Cuba's Struggle Against Spain (1899).